# Antony Warmbold
Antony Warmbold (28 juli 1978) is een Duits voormalig rallyrijder.

## Carrière
Antony Warmbold is de zoon van oud-rallyrijder Achim Warmbold, die in het Wereldkampioenschap rally twee keer won en later ook teameigenaar werd van Mazda's rallyactiviteiten in het WK. Antony Warmbold maakte in 2000 zijn debuut in de rallysport.
Na een relatief succesvol verlopen campagne in het Europees kampioenschap rally in 2002, maakte Warmbold voor het seizoen 2003 de overstap naar het WK rally, actief in een privé-ingeschreven Ford Focus RS WRC. Door het gebrek aan competitief materiaal, verliep het seizoen moeizaam voor hem. In het seizoen 2004 greep hij door meer steun van de fabriek naar betere resultaten toe. Zijn eerste kampioenschapspunt behaalde hij in Turkije, daar eindigend als achtste; een resultaat dat hij nog twee keer herhaalde dat jaar. In het daaropvolgende seizoen 2005 werd hij de derde rijder binnen het fabrieksteam van Ford. Hij greep dat jaar met regelmaat naar toptienklasseringen toe, en in drie gevallen eindigde hij ook binnen de punten; alle keren op een zevende plaats.
Vanwege het gebrek aan financiële steun, besloot Warmbold in 2006 zijn carrière als rallyrijder te beëindigen, om vervolgens andere interesses na te streven.

## Complete resultaten in het Wereldkampioenschap rally

### Overzicht van deelnames
| Seizoen | Inschrijving             | Auto                  | 1      | 2      | 3      | 4      | 5      | 6      | 7      | 8      | 9      | 10     | 11    | 12     | 13     | 14     | 15     | 16     | Pos. | Punten |
| ------- | ------------------------ | --------------------- | ------ | ------ | ------ | ------ | ------ | ------ | ------ | ------ | ------ | ------ | ----- | ------ | ------ | ------ | ------ | ------ | ---- | ------ |
| 2001    | Antony Warmbold          | Toyota Corolla WRC    | MON    | ZWE    | POR NF | SPA    | ARG    | CYP    |        |        | FIN 50 | NZL    | ITA   | FRA    | AUS    | GBR    |        |        | -    | 0      |
| 2001    | Antony Warmbold          | Toyota Celica GT-Four |        |        |        |        |        |        | GRI NF | KEN    |        |        |       |        |        |        |        |        | -    | 0      |
| 2003    | Antony Warmbold          | Ford Focus RS WRC 02  | MON 11 | ZWE 30 | TUR    | NZL 20 | ARG 11 | GRI 13 | CYP NF | DUI 19 | FIN NF | AUS 13 | ITA   | FRA 14 | SPA NF | GBR 13 |        |        | -    | 0      |
| 2004    | Ford Motor Co Ltd.       | Ford Focus RS WRC 02  | MON NF |        |        |        |        |        |        |        |        |        |       |        |        | FRA 20 |        |        | 25   | 3      |
| 2004    | M-Sport Ltd.             | Ford Focus RS WRC 02  |        | ZWE 15 |        | NZL 19 | CYP NF |        | TUR 8  |        |        |        | JPN 8 |        |        |        |        |        | 25   | 3      |
| 2004    | Antony Warmbold          | Ford Focus RS WRC 02  |        |        | MEX 9  |        |        | GRI 9  |        | ARG 9  | FIN NF | DUI 13 |       | GBR 10 | ITA 8  |        | SPA 13 | AUS 14 | 25   | 3      |
| 2005    | BP Ford World Rally Team | Ford Focus RS WRC 04  | MON 10 | ZWE 11 | MEX 7  | NZL 11 | ITA 7  | CYP NF | TUR 9  | GRI NF | ARG 12 | FIN NF | DUI   | GBR 12 | JPN 9  | FRA 13 | SPA 7  | AUS NF | 18   | 6      |